# Wereldkampioenschap voetbal 2002 (Groep A) Uruguay - Denemarken
Deze pagina is een subpagina van het artikel Wereldkampioenschap voetbal 2002. Hierin wordt de wedstrijd in de groepsfase in groep A tussen Uruguay en Denemarken gespeeld op 1 juni 2002 nader uitgelicht. Uruguay verloor de wedstrijd met 1-2 van Denemarken.

## Voorafgaand aan de wedstrijd
- Uruguay en Denemarken speelden één keer eerder tegen elkaar. Denemarken won dat duel.
- In het voorgaande onderlinge duel scoorde Denemarken zes keer en Uruguay scoorde een keer.
- Op de FIFA-wereldranglijst van mei 2002 stond Uruguay op de 24ste plaats. Denemarken stond op de 20ste plaats.[1]

## Wedstrijdgegevens
| Datum                | 1 juni 2002                  | 1 juni 2002                  |
| Stadion              | Munsu Cup Stadion, Ulsan     | Munsu Cup Stadion, Ulsan     |
| Toeschouwers         | 30.157                       | 30.157                       |
| Scheidsrechter       | Saad Mane                    | Saad Mane                    |
| Assistenten          | Awni Hassouneh Dramane Dante | Awni Hassouneh Dramane Dante |
| Vierde man           | Byron Moreno                 | Byron Moreno                 |
| Man van de wedstrijd | Jon Dahl Tomasson            | Jon Dahl Tomasson            |
|                      | Uruguay                      | Denemarken                   |
| Doelpunten           | 1                            | 2                            |
| Gele kaarten         | 1                            | 2                            |
| Rode kaarten         | 0                            | 0                            |
| Wissels              | 3                            | 3                            |
| Schoten op doel      | 4                            | 7                            |
| Schoten naast doel   | 0                            | 0                            |
| Overtredingen        | 13                           | 8                            |
| Hoekschoppen         | 8                            | 7                            |
| Buitenspel           | 1                            | 2                            |
| Strafschoppen        | 0                            | 0                            |
| Balbezit (tijd)      | 0                            | 0                            |
| Balbezit (%)         | 48%                          | 52%                          |

| Uruguay | 1 – 2                | Denemarken |
| Gustavo Méndez 25' | doelpunten (assists) | 34' Jan Heintze 51' Martin Laursen |
| Víctor Púa | bondscoach           | Morten Olsen |
| Fabian Carini Gustavo Méndez Paolo Montero Pablo Garcia Dario Rodriguez 87' Gianni Guigou Gustavo Varela Dario Silva Sebastián Abreu 88' Gonzalo Sorondo Alvaro Recoba 80' | opstellingen         | Thomas Sørensen Stig Tøfting René Henriksen Martin Laursen 58' Jan Heintze Thomas Helveg Thomas Gravesen 70' Jesper Grønkjær Jon Dahl Tomasson 89' Ebbe Sand Dennis Rommedahl |
| Mario Regueiro 80' Federico Magallanes 87' Richard Morales 88' | wissels              | 58' Niclas Jensen 70' Martin Jorgensen 89' Christian Poulsen |
| Gustavo Méndez 25' | gele kaarten         | 34' Jan Heintze 51' Martin Laursen |
| | rode kaarten         | |